# Litselbo, Hedesunda
Litselbo är en liten by i Hedesunda socken, Gävle kommun. Byn är känd från år 1646. Dotterdottern till den kände konstnären Hans Wikström har bott här. Gården Ersbo var en avknoppning från Litselbo.